# Ángela Montoya Holguín
Ángela Montoya Holguín (Bogotá, 20 de febrero de 1957), es una diplomática colombiana.
Montoya ha ejercido varios cargos públicos y privados, destacándose la dirección de la revista Semana desde su reaparición en 1982 hasta 1998, la dirección de Procolombia, y de la marca Colombia es Pasión. Fue ministra de Comunicaciones para el gobierno de Andrés Pastrana, de 2000 a 2002.
Fue embajadora de Colombia en Noruega por designación del entonces presidente Iván Duque desde el 3 de septiembre de 2019 hasta el 10 de octubre de 2022, siendo reemplazada por Narda Rodríguez, por designación del presidente Gustavo Petro.

## Familia

### Ascendencia
Ángela Montoya pertenece a varias prestigiosas familias colombianas.
Su padre es Álvaro Montoya Williamson, hermano de Genoveva Montoya Williamson y cuñado del diplomático ecuatoriano de origen colombiano Francisco José Urrutia Holguín, ambos padres del economista Miguel Urrutia Montoya. Urrutia, a su vez, era hijo del diplomático Francisco José Urrutia Olano (casado con una de las hijas de Jorge Holguín y Cecilia Arboleda), e hijo a su vez del también diplomático Francisco de Paula Urrutia Ordóñez.
Por su parte su madre, Helena Holguín Latorre (o de la Torre), es nieta del político y militar conservador Jorge Holguín Mallarino, y sobrina nieta de Carlos Holguín Mallarino (ambos hermanos y expresidentes de Colombia en diferentes períodos); así mismo, los hermanos Holguín eran sobrinos de otro expresidente del paísː Manuel María Mallarino. Por el lado de su bisabuelo, Ángela es bisnieta de Cecilia Arboleda, quien a su vez era hija del político y militar Julio Arboleda (expresidente también) y sobrina del periodista Sergio Arboleda.
En conclusión, Ángela Montoya es, por un lado, prima de Miguel Urrutia Montoya; y por el otro lado, bisnieta de Jorge Holguín, sobrina bisnieta de Carlos Holguín, bisnieta de Cecilia Arboleda, tataranieta de Julio Arboleda y sobrina tataranieta de Sergio Arboleda.

### Matrimonio y descendencia
Ángela está casada con Rafael Mora Ricardo, con quien tiene dos hijosː Sebastián y Martín Mora Montoya.